# Jeroen Perceval
Pour les articles homonymes, voir Perceval (homonymie).
Jeroen Perceval (né en 1978) est un acteur belge.

## Biographie
Jeroen Perceval est le fils de l'acteur Luk Perceval.
Il commence sa carrière au cinéma 2007 avec Dagen zonder lief de Felix Van Groeningen. On le retrouve avec un rôle plus important au côté de Matthias Schoenaerts dans Bullhead en 2011. Entre-temps il a joué dans plusieurs courts métrages et quelques séries télévisées.
De 2011 à 2012 il joue dans la série Zone stad, où il y interprète Seppe Calpaerts.
En 2016 il obtient un des premiers rôles dans le premier long métrage de Robin Pront : Les Ardennes, avec qui il avait déjà tourné dans le court métrage Injury Time et dont il a également participé en tant que scénariste.

## Filmographie

### Cinéma
- 2007 : Dagen zonder lief de Felix Van Groeningen : Frederic
- 2008 : Nowhere Man de Patrice Toye : Un agent de sécurité
- 2011 : Bullhead de Michaël R. Roskam : Diederik Maes
- 2013 : Borgman d'Alex van Warmerdam : Richard
- 2013 : Heimat : Chronique d'un rêve - L'exode (Die andere Heimat - Chronik einer Sehnsucht) d'Edgar Reitz : Auswanderungswerber
- 2014 : Son épouse de Michel Spinosa : Dieter
- 2014 : Plan Bart de Roel Mondelaers : Bart
- 2015 : Paradise Trip de Raf Reyntjens : Jim Dockers
- 2016 : Les Ardennes de Robin Pront : Dave
- 2021 : L'Ennemi de Stephan Streker

### Courts métrages
- 2009 : Prediker de Daan Van Baelen : Tommy
- 2010 : Injury Time de Robin Pront : Sid
- 2010 : Bluf - From Four of a Kind to Royal Flush de Cecilia Verheyden : Bono
- 2012 : La Proie de Jonas Baeckeland : Gilles
- 2014 : August de Jeroen Perceval : Le père d'August

### Séries télévisées
- 2009 : Super8 : Abdel
- 2010 : Duts : Geert
- 2011 : Code 37 : Ludo Richard
- 2011 - 2012 : Zone stad : Seppe Calpaerts
- 2011 / 2015 : Urgence disparitions (Vermist) : Jarno Rogiers
- 2015 : Vossenstreken : Tom Willems
- 2016 : De Geboden : Felix Monnet
- 2017 : Tabula rasa
- 2020 : Bandits des Bois : De Schele